# Eusebi Guiteras i Guiu
Eusebi Guiteras i Guiu   (Sant Hipòlit de Voltregà, 1861 - 1919) fou un compositor català d'obres simfòniques, cançons i sardanes. També compongué un quintet de corda i música religiosa.

## Biografia
Estudià un temps al Seminari. Posteriorment, es dedicà a la música, aprenent-ne amb mestres com Anselm Barba i Josep Rodoreda.
En el 1892 dirigia l'Orfeó Ampurdanés del Centre Empordanès de Barcelona. L'any 1896 guanyà el concurs per la plaça de clarinetista de la Banda Municipal de Barcelona, i dos anys més tard s'adjudicà la direcció de la Banda de la Casa de la Caritat de Barcelona (del 1898 al 1900 com a professor interí, i del 1900 al 1918 com a director titular); amb aquesta formació podria haver fet la primera gravació mundial d'una sardana en disc, el 1902. L'any 1905 va ser nomenat director de l'Acadèmia de Música de la Casa Provincial de la Caritat. El 1915 dirigia una "Academia Guiteras" de música, on s'ensenyava piano, cant, violí i solfeig.
Algunes de les seves sardanes foren, com L'aplec de la sardana i La platja de Riells, molt populars al seu temps.

## Obres
- «Aire andaluz», (1902). Arxivat de l'original el 2014-05-22. [Consulta: 22 maig 2014].
- Andalucía, fantasia per a banda
- El bateig del bebè, quadret líric de Santiago Sallés Rocabert amb música d'E.Guiteras (Barcelona: Libr. Salesiana, 1917)
- Canción de amor, vals per a piano
- El cant de l'Orfe, per a veu i piano, amb lletra de Jacint Verdaguer
- Canto de colegialas, per a cor i piano
- Corte de amor: minuetto, per a banda
- Crimilda, fantasia per a clarinet
- De la terra, col·lecció de contes i balls catalans
- Dulces coloquios, per a veu i orgue, amb lletra de Jacint Verdaguer
- Esplais de l'ànima, cant sacre per a veu i orgue amb lletra de Josep Maria Vidal i Pomar
- Gallardo (1900), pas-doble per a banda
- Gavota (1903)
- Gentil pastoreta, per a veu i orgue, amb lletra de Jacint Verdaguer (també en traducció castellana: Gentil pastorcita)
- La Gloria del Paralelo, sarsuela amb lletra de Sañudo Autran
- Himno a San Jorge (1917), per a banda
- Leonisa: gavota, per a piano
- El llimpia botes (1917), sainet líric amb lletra de Santiago Sallés
- Mascarón, vals per a banda
- Lo mercat de Balaguer (1896), per a cor de veus soles amb lletra d'A.Masriera
- Ninet d'aucelletes, caramelles vals per a veus soles
- Passió
- El pollo Nicanor: juguete cómico lírico en un acto (1901), amb lletra de Cristóbal María Pla de Valentín i Antonio Solanas Riqué
- Rosari popular, per a banda, amb lletra de Joaquim Cassadó i Valls
- Santa Fausta: marxa de processó, per a banda
- La serrana rondeña: gavota, per a banda
- El soldat dels reis, per a cor infantil i piano, amb lletra d'Antoni Bori i Fontestà

### Sardanes
- L'aplec de Farners
- L'aplec de la sardana (1907), lletra de Joan Sanxo i Farrerons
- Blanca
- La bolangera (<1907)
- La caputxeta blanca
- La caputxeta vermella
- Claveriana (<1907)
- La clota (<1907)
- Endevina, endevineta, sardana revessa
- Flor de Fajol
- Flor nevada (1907)
- La mainadera (1917)
- Maria Cristina
- Mercedes
- Montserrat
- Les noies de l'Empordà
- L'orfeneta
- La platja de Riells (1901), primera sardana gravada en disc a Espanya
- Ramell del poble (<1909), sobre motius de Clavé[2]
- La roca del cargol (<1907)
- La romàntica
- Sumpta
- La torre de Montgó
- Trencaclosques, revessa
- Viola de pastor (<1907)